# Ямполь (Черкасская область)
Я́мполь (укр. Ямпіль) — село в Звенигородском (до реформы 2020 г. — Катеринопольском) районе Черкасской области Украины.
Население по переписи 2001 года составляло 373 человека. Почтовый индекс — 20523. Телефонный код — 4742.

## История
В XIX веке село относилось к Петриковской волости Звенигородского уезда Киевской губернии.
В настоящее время Ямпольское село входит в состав историко-этнографического региона Среднее Поднепровье (Надднепрянщина).

## Местный совет
20523, Черкасская обл., Звенигородский р-н, c. Ямполь